# Cyclophora sertaria
Cyclophora sertaria är en fjärilsart som beskrevs av Franz Dannehl 1927. Cyclophora sertaria ingår i släktet Cyclophora och familjen mätare. Inga underarter finns listade i Catalogue of Life.